# WebFOCUS
WebFOCUS é uma ferramenta de inteligência operacional produzida pela Information Builders, Inc. que foi desenvolvido baseado na linguagem de programação FOCUS.
WebFOCUS é uma ferramenta 100% baseada em web para os usuários finais e foi desenhada para dar às organizações visões consistentes de ambientes de negócio complexos, facilitando a tomada de decisões mantendo simplificada a experiência do usuário final. WebFOCUS inclui um ambiente de desenvolvimento integrado, serviços próprios de relatórios, geração de documentos e gráficos, OLAP, distribuição de relatórios e múltiplos formatos de saída, entre eles Microsoft Excel, Adobe PDF, XML, Microsoft PowerPoint e HTML.
O WebFOCUS é um framework voltado ao desenvolvimento industrial e inteligência de negócios. Com este framework, estratégias de negócio podem ser medidas e rastreadas e os gerentes são guiados até seus objetivos de negócio. Algumas caraterísticas anunciadas são a estabilidade, portabilidade, rapidez e simplicidade de customização.
O WebFOCUS tem ainda a capacidade de se conectar a múltiplos bancos de dados. Desenvolvido utilizando uma linguagem procedimental de baixo nível, É altamente customizável.